# 唐辰瀛
唐辰瀛（英語：Chen Ying Tang, 1988年7月18日—）是一位美国华人演员。

## 生平
1988年出生于日本神户，在中国广西成长，后随家人移民美国孟菲斯 (田纳西州)，从小视李小龙为英雄，后进入演艺圈。先后出演电视剧《菜鳥新移民》，《实习医生格蕾》，《神盾局特工》，和电影《花木兰 (2020年电影)》。